# Zgromadzenie Ludowe (Południowa Afryka)
Zgromadzenie Ludowe (ang. House of Assembly of South Africa, afr. Die Volksraad van Suid-Afrika) − nieistniejąca już izba niższa południowoafrykańskiego parlamentu, funkcjonująca w latach 1910-1994.
Południowoafrykański, dwuizbowy parlament, którego wyższą izbą był Senat, powstał wraz z utworzeniem z czterech brytyjskich kolonii dominium. Zarówno w czasach zależności od Wielkiej Brytanii, jak i w okresie istnienia republiki, Zgromadzenie Ludowe składało się wyłącznie z białych reprezentantów, wybieranych przez białych wyborców. Jedynie przez część okresu jego istnienia w prowincjach Natal i Kraj Przylądkowy niewielka liczba przedstawicieli niebiałej większości miała możliwość oddawania głosu, jednak wyłącznie na białych kandydatów.
Po reformach konstytucyjnych w 1984 roku powstał trójizbowy parlament, w którym zasiadali biali posłowie oraz część członków zlikwidowanego wówczas Senatu.
Po zniesieniu apartheidu w 1994 roku Zgromadzenie Ludowe przekształcono w Zgromadzenie Narodowe.